# Abraham Zinzindohoué
 (mars 2024).
Si vous disposez d'ouvrages ou d'articles de référence ou si vous connaissez des sites web de qualité traitant du thème abordé ici, merci de compléter l'article en donnant les références utiles à sa vérifiabilité et en les liant à la section « Notes et références ».
Abraham Zinzindohoué, né le 27 octobre 1948 à Bohicon au Dahomey (actuel Bénin), est un avocat et homme politique béninois. Député, puis ministre de la Justice du 10 avril 2006 au 17 juin 2007.
Il est président de la Cour suprême du Bénin et premier vice-président du Conseil supérieur de la magistrature en 2005. Il est membre de la Cour de Justice de l'Union économique et monétaire ouest-africaine (UEMOA) dont il est le président de 2007 à 2010.